# Ivona
Ivona ist ein weiblicher Vorname slawischen Ursprungs, welcher heute vor allem in Serbien genutzt wird. Es ist die weibliche Form von Ivo und stammt vom Namen Yvonne ab.

## Namensträgerinnen
- Ivona Brandic (* 1977), österreichische Informatikerin
- Ivona Brdjanovic (* 1986), Schweizer Dramatikerin, Drehbuchautorin und Schriftstellerin
- Ivona Dadic (* 1993), österreichische Leichtathletin
- Ivona Fialková (* 1994), slowakische Biathletin
- Ivona Pavićević (* 1996), montenegrinische Handballspielerin
- Ivona Svobodníková (* 1991), tschechische Volleyballspielerin
- Ivona Zemunik (* 1993), kroatische Leichtathletin (Mittelstreckenlauf, 800-Meter-Lauf)